# Привокзальная площадь (Пушкин)
Привокза́льная площадь — площадь в городе Пушкине (Пушкинский район Санкт-Петербурга). Расположена на пересечении Железнодорожной, Ленинградской, Широкой улиц и Софийского бульвара.

## Описание и история
Полукруглая площадь перед зданием вокзала станции Царское Село была образована в 1948—1950 годах. Проект ансамбля из семи жилых домов в стиле сталинский ампир, полукругом обрамляющих площадь, создали архитекторы А. А. Грушке и Е. А. Левинсон. Все улицы, на пересечении которых образована площадь, лучами сходятся к вокзалу. Проект застройки площади получил Сталинскую премию. В 1999-м ансамбль Привокзальной площади был признан объектом культурного наследия регионального значения. В 2019-м году охранный статус также получил жилой дом № 4.
Название площади было присвоено в 1950-х годах.
Сквер в центре площади и рядом с жилыми домами названия не имеет.
По окружности проходит односторонняя автодорога.

## Транспорт
Почти всю площадь занимают автобусные остановки, с которых можно отправиться в Санкт-Петербург (№ 187), Красное Село (№ 273), Павловск (№ 370, 383), Коммунар (№ 545, К-545), Шушары (№ 384, 385), Тосно (№ 618), на Южное кладбище (№ 377) или добраться до различных частей города (№ 188, 236, 371, 373, 376, 378, 380, 381, 382). 